# Georges Barrère
Georges Barrère   (Bordeus, 31 d'octubre de 1876 - Kingston, 14 de juny de 1944) va ser un flautista francès.
Georges Barrère era el fill d'un ebenista, Gabriel Barrère, i Marie Périne Courtet, filla d'un agricultor, analfabeta de Guilligomarc'h. Es van casar el 1874. Anteriorment tingueren un fill, Étienne, fora del matrimoni, el 1872. George no va considerar que els seus pares fossin aficionats a la música, encara que el seu pare desitjava que fos tenor en comptes d'un fuster. El 1879, la família es va traslladar a París. Cap a l'any 1886, es van traslladar a Épernon, a prop de Chartres.
La història diu que Étienne va tenir un flabiol d'estany que va rebutjar a favor d'un violí. Georges va fer el flabiol i més tard quan ja s'havia convertit en un virtuós de l'instrument de sis caps mentre que Étienne encara lluitava amb escales elementals al violí. Els nois van anar a l'escola École Drouet, l'escola del poble i encara que modestos, van ser els beneficiaris del nou Jules Ferry que van ordenar l'educació gratuïta per a tots els nens francesos. El director de l'escola era un mestre de música en el seu temps lliure i Georges solia seguir la banda, quan va marxar pels carrers de la ciutat, fent sonar la seva flauta. Els membres de la banda el van animar i quan els Barrères van tornar a París el 1888, el senyor Chouet, el director, va recomanar que el pare deixés que Georges tingués classes de música.

## El Conservatori de París
De tornada a París, Georges va ser obligat a assistir a la formació cadet com a resultat de la Guerra Franco-Prusiana i es va fer membre d'un cos de paces que va ser instruït per un estudiant al Conservatori de París. L'instructor el persuadí de prendre lliçons amb el seu propi mestre al Conservatori, Léon Richaud, amb qui Barrère va començar els seus estudis sobre la flauta. Richaud el va portar a un examen al Conservatori i, tot i que no va ser acceptat, es va permetre una lliçó setmanal amb Altès, professor de flauta. Després d'una altra examen, va ser acceptat al Conservatori a l'edat de catorze anys.
El progrés sota l'envellit i molt tradicional Altès va ser lent i les crítiques de les actuacions de Barrère per part de la facultat van ser poc brillants. El 1893, Paul Taffanel va substituir a Altès com a professor de flauta i Barrère més tard va descriure aquest, com el punt d'inflexió de la seva vida. En lloc de perdre el temps de classe amb exercicis de cinc dits, dels quals Altès havia publicat tot un llibre, Taffanel va ensenyar als estudiants a analitzar i disseccionar la música per descobrir els seus matisos. Barrère més tard el va descriure com el millor flautista del món i probablement insubstituïble. Va desanimar l'expressió excessiva, el vibrato i el sentimentalisme. Barrère va experimentar una millora immediata que els seus professors examinadors van observar en els seus informes. El 1895 va guanyar el primer premi a l'examen.

## Prélude à l'après-midi d'un faune
Als disset anys, Barrère va començar a treballar independentment i va tocar durant uns anys a l'orquestra del Folies Bergère. Això el va ajudar a finançar els seus estudis al Conservatori. Mentre encara era estudiant, també va obtenir un lloc de fre-lance a l'orquestra de la Société Nationale de Musique (MSN) que va estrenar Prélude à l'après-midi d'un faune de Claude Debussy el 1894. Va ser un dels més moments transcendentals de la música del canvi del segle xx, que van donar pas a un nou llenguatge d'harmonia i color orquestral, i perquè el jove Barrére hagués estat el de tocar les notes d'obertura sobre flauta solista, era una experiència com cap altra. Sovint, Debussy va estar present en els assajos i va seguir treballant per refinar la puntuació mentre estaven en curs.
Carrera europea 
Després d'acabar els seus estudis, Barrère va organitzar una organització de vents anomenada Société moderne d'instruments à vent (SMIV), que va oferir concerts, i també va participar en els Concerts del'opera que van fer concerts orquestrals a l'òpera. Posteriorment va ingressar a la Société des compositeurs de musique.
El 1897, Barrère esdevingué instructor del Collège Stanislas a Montparnasse i ocupà el lloc durant set anys. El mateix any, va ser nomenat flautista als Concerts Colonne, una important orquestra de París, del qual el seu antic company de classe del conservatori, Pierre Monteux va ser un violista i més tard es va convertir en ajudant de direcció. L'orquestra va recórrer Europa en condicions de prova, que era una bona pràctica per al jove músic que posteriorment recorreria extensament als Estats Units.

## El Nou Món
El 1905 Barrère va ser convidat per W. Damrosch a tocar per la New York Philarmonic (que posteriorment es va fusionar Orquestra Filharmònica de Nova York), una posició que va acceptar i en la qual va romandre durant la resta de la seva vida. Ensems de pertànyer a aquella formació, també donava lliçons del seu instrument, tenint entre els seus alumnes Arthur Lora el qual el substituiria quan Barrère va morir.
Algunes obres importants van ser escrites per a ell incloent el Poema de Charles Tomlinson Griffes i Density 21.5 per Edgard Varèse.
Barrère va fundar el Barrère Ensemble of Wind Instruments en 1910 i la Petita Simfonia orquestra de cambra el 1915.